# Hrabstwo Sheridan (Dakota Północna)

Piramida wieku hrabstwa

Hrabstwo Sheridan (ang. Sheridan County) to hrabstwo położone w środkowej części stanu Dakota Północna w Stanach Zjednoczonych. Hrabstwo zajmuje powierzchnię 2604,96 km². Według szacunków United States Census Bureau w roku 2006 liczyło 1408 mieszkańców. Siedzibą administracji hrabstwa jest miasto McClusky.

## Miejscowości
- Denhoff (CDP)
- Goodrich
- McClusky
- Martin